# 데이비드 톰프슨 (정치인)

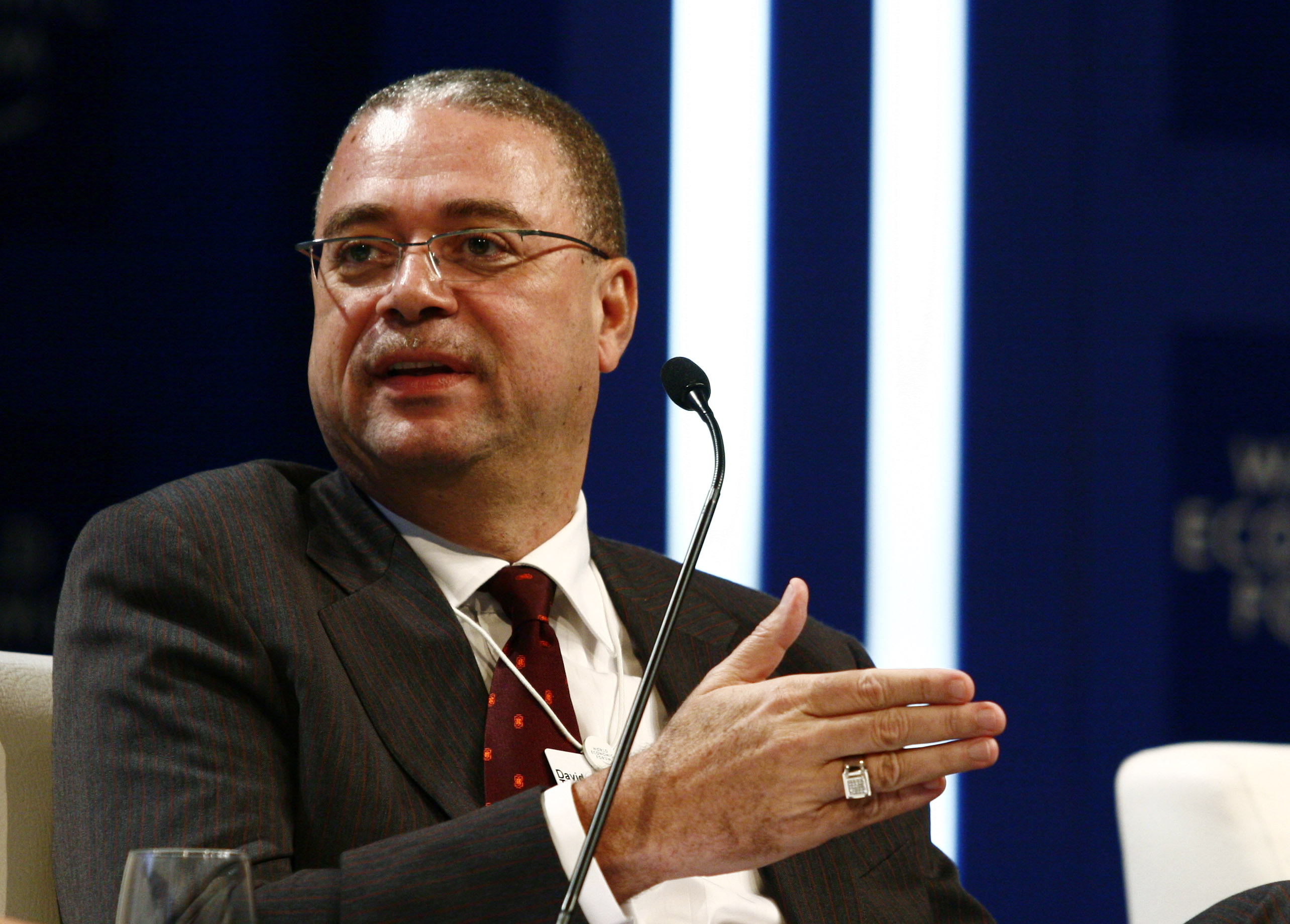
세계 경제 포럼에 참석한 데이비드 톰프슨

데이비드 존 하워드 톰프슨(David John Howard Thompson, 1961년 12월 25일 ~ 2010년 10월 23일)은 바베이도스의 정치인으로, 2008년 1월부터 2010년 10월까지 제6대 총리를 역임했다.
1961년 런던에서 찰스 톰프슨(Charles Thompson)과 마거릿 나이트(Margaret Knight) 사이에서 태어났다. 1987년 총리 에롤 바로우의 사망으로 치러진 재보궐 선거에서 세인트 존 지역의 의원으로 선출되었으며, 1993년부터 1994년까지 재무부 장관에 임명되었다. 샌디 포드가 사임한 이후에 민주 노동당의 대표가 되어 당을 이끌다, 재보궐 선거의 패배로 2000년 9월 대표직을 사임하였다. 그러나 2006년 다시 당의 대표가 되었으며, 2008년 1월 15일 열린 선거에서 바베이도스 노동당을 상대로 승리했다. 이어 이튿날 총리에 취임하였고, 2010년 10월 23일 췌장암으로 사망하였다.